# Olcsvaapáti
Olcsvaapáti község Szabolcs-Szatmár-Bereg vármegyében, a Fehérgyarmati járásban.

## Fekvése
Olcsvaapáti Magyarország keleti szegletében, Szabolcs-Szatmár-Bereg vármegye talán legegységesebb természetföldrajzi adottságokkal rendelkező kistáján, a Szatmári-síkságon található, azon 49 kistelepülés egyike, amelyek a Fehérgyarmati kistérséget alkotják. A Szamos jobb partján, a Tisza közelében ül meg a Szamosháton. A két folyó közé települt falut az áradások sokszor elpusztították, ezért több lakóházat és gazdasági épületet természetes, vagy emelt dombra építettek.

### Megközelítése
Ma csak közúton érhető el, a Szamos bal partján fekvő Olcsva, illetve Panyola felől egyaránt a 4119-es úton. Olcsvával kompjárat köti össze.

## Története
Olcsva és Apáti a 16. századig két különálló település volt, s csak 1573 körül olvadt össze, s kezdték Olcsvaapáti néven nevezni.

### Olcsva
Olcsva neve az oklevelekben 1372-ben tűnik fel először.
1396-ban az Ónodi Czudar-ok birtoka, kik részüket a Kaplyon családbelieknek engedik át. 1403-ban az Anthimi család kapta meg. 1459-ben Szentpéterszegi Angelo szerzi meg zálogba. 1462től a Károlyi család tagjainak is van benne részbirtoka. 1462 után sorsa a szomszédos Apátiéval megegyezik.

### Apáti
Olcsva határában a 13. században egy apátság állott. Megszűnése után birtokait a beregszászi ferencesrendiek és domokosok kapták meg.
Az apátság monostora a tatárjáráskor elpusztult, helyén azonban község alakult, és Apáti néven a 16. századig külön élt.
1573-ban a szomszédos Olcsva után Olcsvaapáti a neve.
A 14. századtól a 19. századig Apáti a Károlyi család birtoka volt.

## Közélete

### Polgármesterei
- 1990–1994: Halász Csaba (független)[3]
- 1994–1998: Halász Csaba (független)[4]
- 1998–2002: Halász Csaba (független)[5]
- 2002–2006: Halász Csaba (független)[6]
- 2006–2010: Gindele Sándorné (független)[7]
- 2010–2014: Gindele Sándorné (független)[8]
- 2014–2019: Szabó Mariann (független)[9]
- 2019–2024: Szabó Mariann (független)[10]
- 2024– : Szabó Mariann (független)[1]

## Népesség
A település népességének változása:
| Lakosok száma | 281  | 291  | 306  | 276  | 268  | 269  | 261  |
|               | 2013 | 2014 | 2015 | 2021 | 2022 | 2023 | 2024 |

2001-ben a település lakosságának 87%-a magyar, 13%-a cigány nemzetiségűnek vallotta magát.
A 2011-es népszámlálás során a lakosok 67,6%-a magyarnak, 0,7% németnek mondta magát (31,6% nem nyilatkozott; a kettős identitások miatt a végösszeg nagyobb lehet 100%-nál). A vallási megoszlás a következő volt: római katolikus 4,4%, református 70,6%, görögkatolikus 0,4%, evangélikus 0,4% (24,3% nem válaszolt).
2022-ben a lakosság 92,2%-a vallotta magát magyarnak, 7,5% cigánynak, 0,7% németnek, 0,4-0,4% ukránnak, horvátnak és görögnek, 0,7% egyéb, nem hazai nemzetiségűnek (7,8% nem nyilatkozott; a kettős identitások miatt a végösszeg nagyobb lehet 100%-nál). Vallásuk szerint 3,4% volt római katolikus, 60,8% református, 4,1% görög katolikus, 0,7% evangélikus, 4,9% felekezeten kívüli (25,7% nem válaszolt).

## Nevezetességei
- Református templom
- Túr, Tisza és Szamos folyók